# Ilcanato
O Ilcanato (em mongol: Ил Хан улс, transl. Il Khan uls; em persa: سلسله ایلخانی), foi um dos quatro estados sucessores do Império Mongol, originários de sua fragmentação. Centrado na Pérsia, englobava terras dos atuais Irã, Iraque, leste da Turquia, Afeganistão, oeste do Paquistão e Azerbaijão. Se limitava ao norte com a Horda de Ouro e o mar Cáspio, a nordeste com o canato de Chagatai, a sul com o golfo Pérsico, a leste com o sultanato de Deli e a oeste com os territórios dominados pelos mamelucos do Egito. 

## Definição
De acordo com o historiador Raxidadim de Hamadã, Cublai Cã concedeu a Hulagu o título de ilcã após sua derrota de Arigue Buga. O termo "ilcã" significa "subordinado cã" e refere-se à sua deferência inicial a Mangu Cã e ao seu sucessor grão cãs do império mongol. O título "ilcã", carregado pelos descendentes de Hulagu e depois outros príncipes Borjiguim na Pérsia, não se materializa nas fontes até depois de 1260.

## Origem
O território do Ilcanato se formou a partir das guerras de conquista de Gengis Cã contra o Império Corásmio, entre 1219 a 1224, e da continuação da presença mongol, sob o comando dos generais Chormagan, Baiju e Eljiguidei. Seu fundador foi Hulagu, um dos netos de Gengis Cã, filho de Tolui e irmão de Cublai Cã e Mangu Cã. Assumindo o lugar de Baiju, em 1255 ou 1256, Hulagu ficou encarregado de conquistar os reinos muçulmanos ao oeste - "tão distantes até as fronteiras do Egito".
Após aniquilar no Irã a Ordem dos Assassinos, conquistou Bagdá em 1258, avançando em seguida para a Síria. Chegando na Palestina, seu irmão Mongu falece. Hulagu se retira para a escolha do sucessor, deixando forças mínimas de guarnição na região. Seus exércitos foram detidos de forma decisiva na Palestina, na batalha de Aim Jalute, perdida para os mamelucos do Egito.

## Primeiros anos
O termo ilcã (Ил Хан), em mongol, significa "Cã Subordinado" e se refere à subordinação inicial a Mangu como Grande Cã e soberano supremo de todo o Império Mongol. Os descentes de Hulagu governaram a Pérsia pelos próximos 80 anos, começando como xamanista, depois budista e por fim se convertendo ao islamismo em 1295. No entanto, os ilcãs continuaram hostis aos mamelucos (que derrotaram tanto mongóis quanto cruzados), mas nunca foram capazes de ganhar. Por conta disso tiveram de desistir de seus planos de conquistar a Síria. O rio Tigre seria a fronteira entre os dois estados.

## Guerras externas
Ao longo de sua existência o Ilcanato teve de enfrentar algumas guerras externas. Entre 1263 a 1267 teve de enfrentar uma guerra contra a Horda Azul, cujo palco foi o Cáucaso. Berke, o então soberano muçulmano do canato, ficou enfurecido com a destruição de Bagdá por parte de Hulagu. O próprio Berke fez uma aliança com os mamelucos do Egito. Tal guerra impediu Hulagu de vingar a derrota em Aim Jalute, já que teve de desviar forças para conter seu primo e Nogai Cã. Em meio à tal guerra (que se estendeu até os primeiros anos de Abaca), Hulagu e Berke morreram. O Ilcanato também teve de enfrentar as hostilidades do canato de Chagatai, que em 1270 tentou anexá-lo. Em 1281 Abaca tentou uma nova investida contra a Síria, novamente rechaçada pelos mamelucos. Sob a liderança de Gazã foi feita uma nova investida contra a Síria, detida na batalha de Uádi Alcazandar. Novas incursões mal-sucedidas ocorreram em 1301 e 1304. Ainda entre 1284 a 1291 o Ilcanato enfrentou uma segunda guerra contra a Horda de Ouro, na época liderada por Tuda Mangu e Tula Buga.

## Conversão ao islamismo e fragmentação
Diante das perseguições empreendidas pelos ilcãs posteriores a Hulagu, a maioria muçulmana foi oprimida diante dos imperadores budistas, os quais encorajaram o florescer do nestorianismo e do budismo tibetano. No entanto, com a conversão de Gazã ao islã, a religião ascendeu mais uma vez, e desta vez budistas e cristãos passaram a ser perseguidos. 
Após o falecimento de Abuçaíde em 1335, o canato começou rapidamente a se desintegrar, e se fragmentou em vários estados sucessores rivais, dentre eles os jalaíridas. O último dos obscuros pretendentes ilcânidas foi assassinado em 1353.
O historiador Raxidadim de Hamadã escreveu por volta de 1315 uma história universal sobre os cãs, a qual dá muito material sobre sua história.

## Lista de governantes
- Hulagu Cã (1256-1265)
- Abaca (1265-1282)
- Tekuder (1282-1284)
- Argum Cã (1284-1291)
- Gaykhatu (1291-1295)
- Baydu (1295)
- Gazã (1295-1304)
- Maomé Codabande (Oljeitu) (1304-1316)
- Abuçaíde Badur (1316-1335)
- Arpa Ke'ün (1335-1336)

Fragmentação. Os estados regionais estabelecidos durante a desintegração do Ilcanato colocaram seus próprios candidatos como reivindicadores. 
- Musa (1336-1337) (fantoche de Ali Padexá de Bagdá)
- Maomé (1336-1338) (fantoche dos jalaíridas)
- Sati Begue (1338-1339) (fantoche dos chobânidas)
- Solimão (1339-1343) (fantoche dos chobânidas, reconhecidos pelos sarbardaros 1341-1343)
- Jahan Temur (1339-1340) (fantoche dos jalaíridas)
- Anushirwan (1343-1356) (fantoche não-dinástico chobânida)
- Gazã II (1356-1357) (conhecido apenas pelas moedas)

Reivindicadores do Irã oriental (Coração):
- Togha Temür (c. 1338-1353) (reconhecido pelos cártidas 1338-1349; pelos jalaíridas 1338-1339, 1340-1344; pelos sarbadaros 1338-1341, 1344, 1353)c
- Luqman (1353-1388) (filho de Togha Temür)